# Sportschule Kaiserau

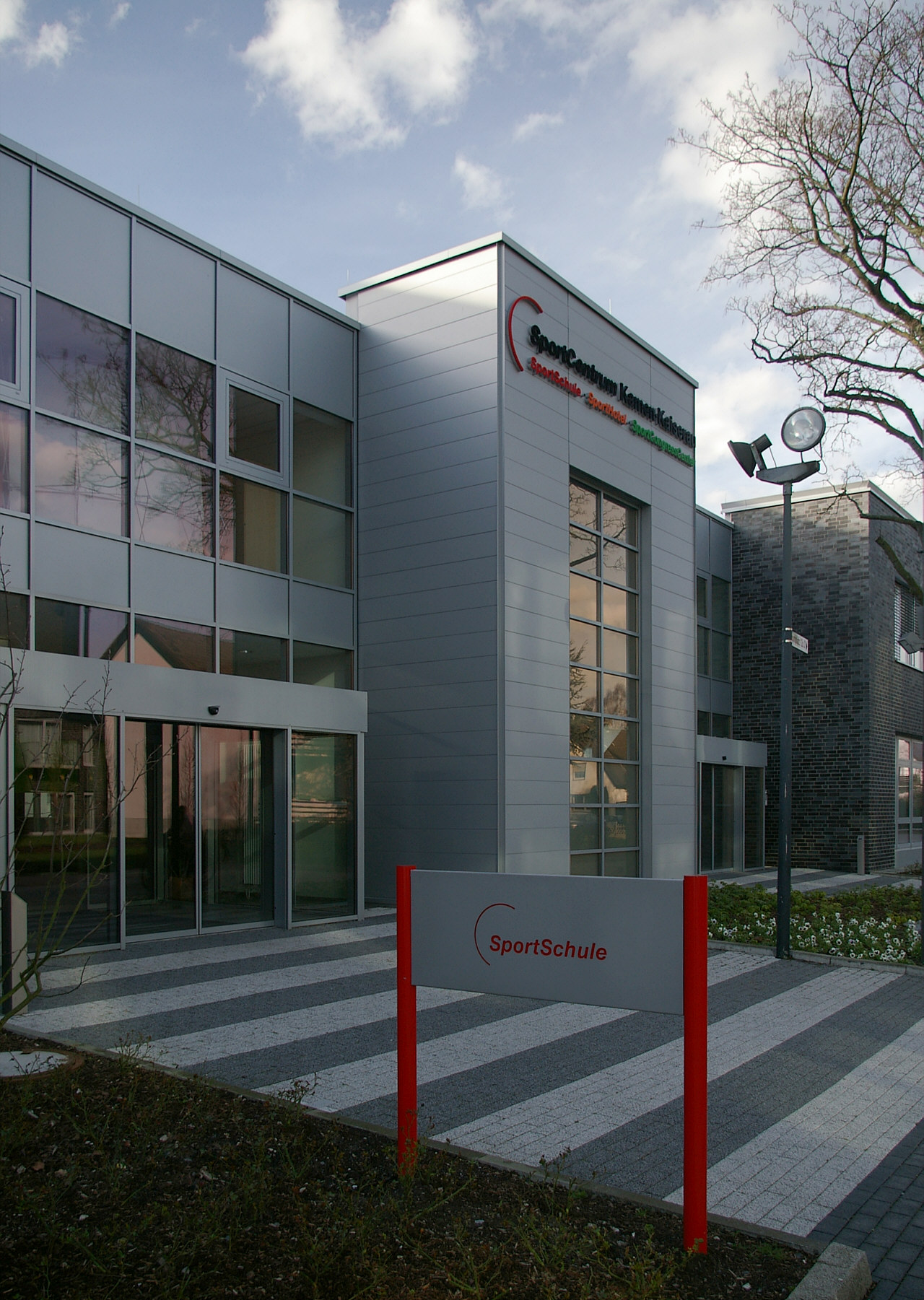
Eingang Sportschule

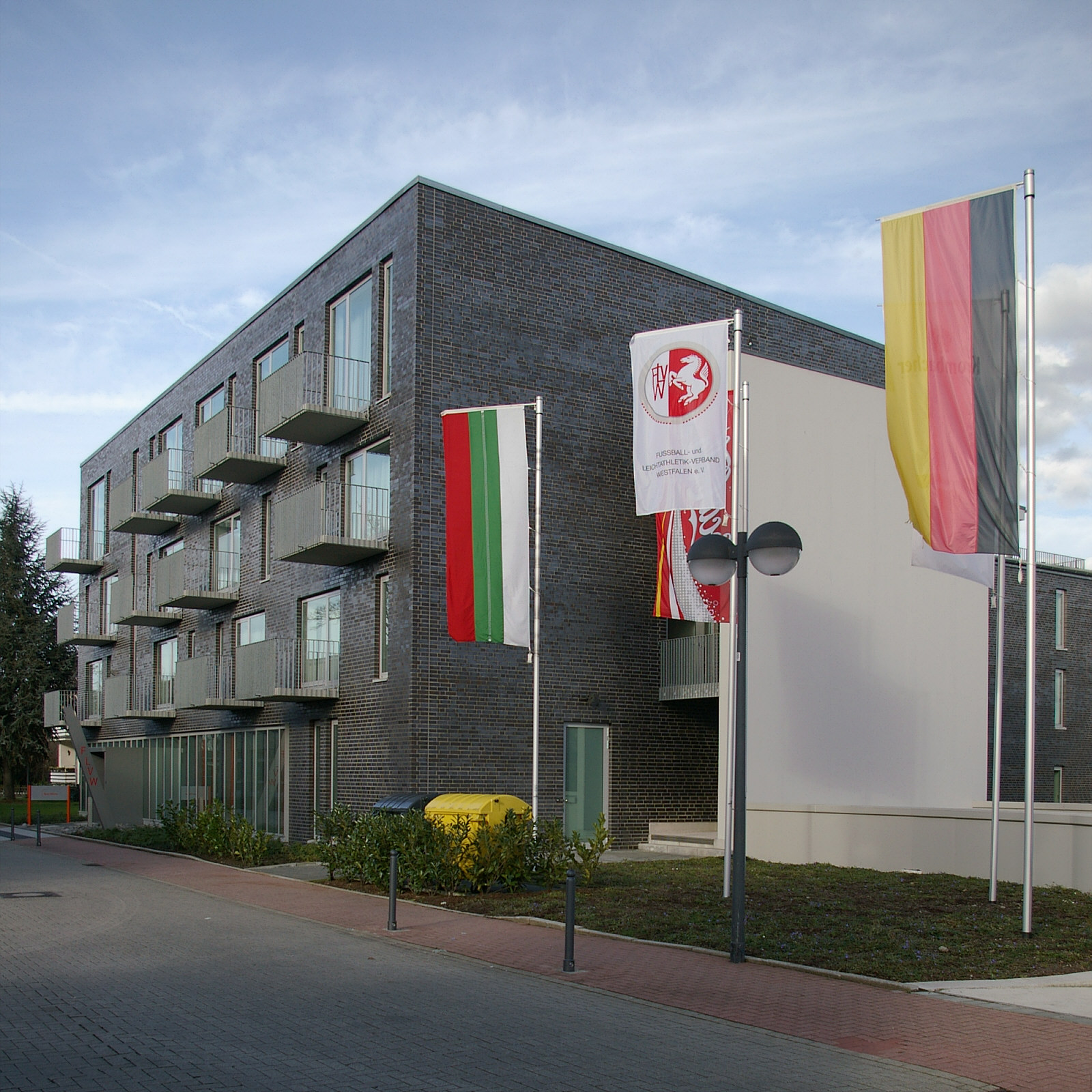
Sporthotel

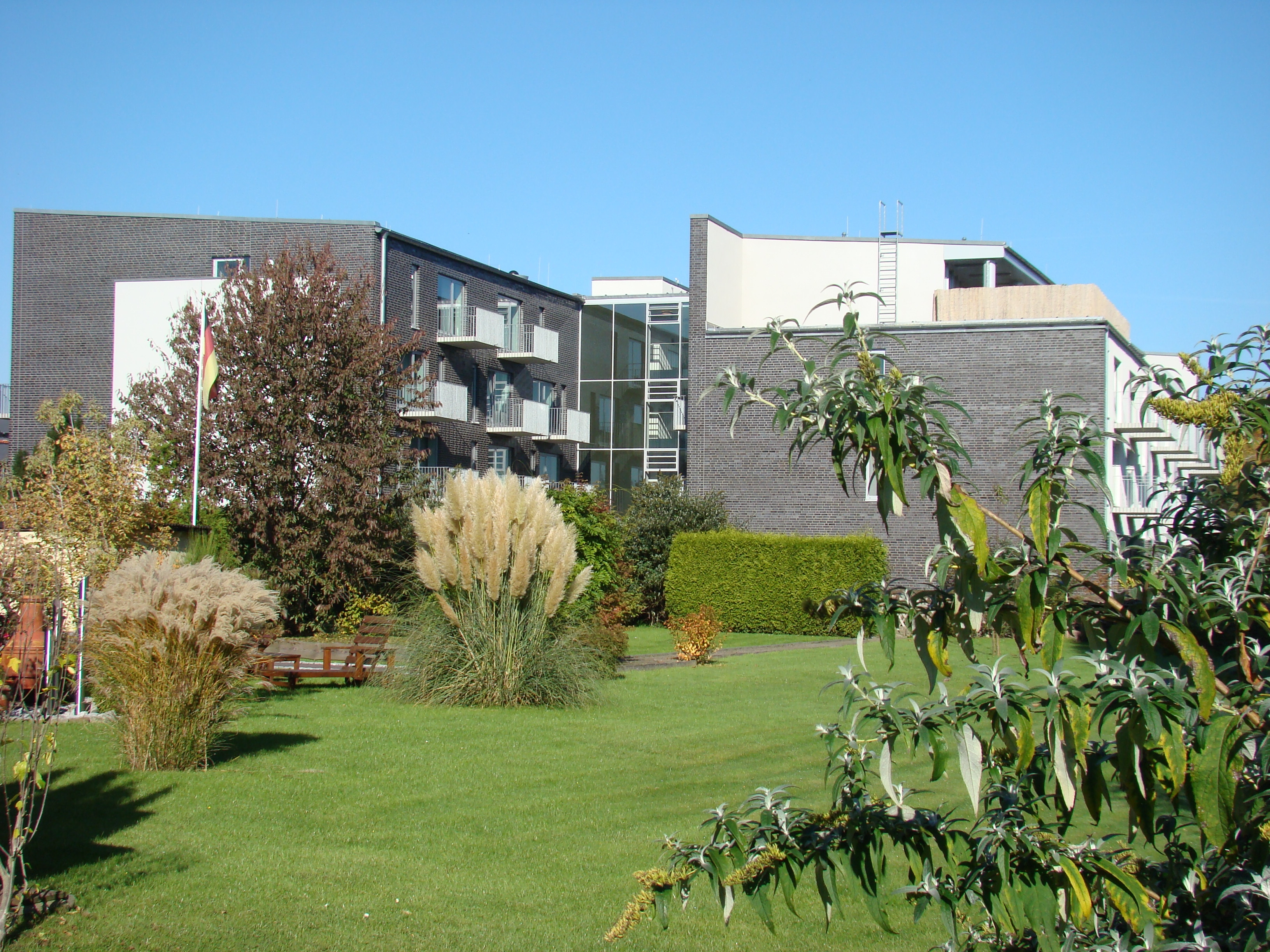
Sporthotel – Rückansicht

Die Sportschule Kaiserau ist eine Trainings- und Weiterbildungsstätte des Fußball- und Leichtathletikverbandes Westfalen e. V. im Kamener Stadtteil Methler. Der Name leitet sich aus der Nähe zur Ortslage Kaiserau ab.

## Geschichte
Die damalige Gemeinde Westick erhielt 1936 von der Harpener Bergbau AG als Abfindung für die bei Errichtung der Sektionen V-VIII der Zechenkolonie Kaiserau eingegangene Verpflichtung zur Zahlung von Armengeld die Summe von 100.000 Reichsmark. Mit einem Teil dieser Summe errichtete die Gemeinde ein Jugendheim für die Hitlerjugend, welches zwischen 1938 und 1941 gebaut und am 20. Juli 1941 eingeweiht wurde. Nach Ende des Zweiten Weltkrieges verpachtete die Gemeinde das Heim zunächst langfristig an den Deutschen Gewerkschaftsbund. Im Jahr 1948 ging das Heim durch Pachtübernahme- und Kaufverträge mit Flächen von ca. 18 Morgen einschließlich des Gemeindesportplatzes an den Fußballverband Westfalen. Mit dem Kauferlös errichtete die Gemeinde einen neuen Sportplatz mit Stehtribünen und ein Freibad in unmittelbarer Nähe des Geländes.
Zunächst standen dem Verband im baulich fast unveränderten ehemaligen HJ-Heim nur ein Tagungs- und Essraum sowie Schlafgelegenheiten für 40 Personen zur Verfügung. Bis 1952 wurde die Kapazität durch Um- und Anbauten auf 75, kurz danach auf 105 Personen erhöht.
Bei Erwerb des Hauses durch den Verband wurde schon eine Erweiterung durch eine Sporthalle und einen Sportplatz geplant. Diese Halle wurde durch den Verbandstag am 28. Juni 1952 eröffnet und stand zunächst auch für öffentliche Veranstaltungen wie Konzerte zur Verfügung.
In den folgenden Jahren wurde die Sportschule durch weitere Sporthallen und weitere Sportplätze wesentlich erweitert.
Seit 2006 firmiert die Sportschule Kaiserau unter dem Begriff SportCentrum Kamen-Kaiserau, bestehend aus der eigentlichen Sportschule, einem Sporthotel und einem Sportkongresszentrum. Auf dem Gelände befindet sich auch ein Mädchenfußball-Internat. Das Areal wird seit dem 13. Juli 2014 vom Hans-Tilkowski-Haus abgerundet. Das neue Hans-Tilkowski-Haus ist eine Begegnungsstätte und eine Ideen- und Gedankenschmiede für die Außendarstellung des Verbandes.
Während der Fußball-Weltmeisterschaft 2006 hat die Sportschule die spanische Fußballnationalmannschaft beherbergt. Außerdem beherbergte sie während der Handballweltmeisterschaft 2007 die deutsche Handballnationalmannschaft. Während der Fußball-Europameisterschaft 2024 gastiert die albanische Fußballnationalmannschaft in der Sportschule.
Im Jahre 2017 war das Sportzentrum wegen vom Nachrichtenmagazin Der Spiegel aufgedeckter sexueller Übergriffe seines Direktors gegenüber mehreren Angestellten in den Schlagzeilen. Nach Bekanntwerden schied er mit sofortiger Wirkung aus dem Dienst aus, erhielt allerdings eine vom Präsidium des Fußball- und Leichtathletikverbandes Westfalen genehmigte Abfindung in Höhe von 120.000 €. Im weiteren Verlauf hat der FLVW-Präsident Gundolf Walaschefski seine Ämter zur Verfügung gestellt.

## Sportstätten
- Fußball-Rasen-Spielfeld für Trainingszwecke und Spielbetrieb mit integrierten leichtathletischen Anlagen (Hochsprung, Weitsprung, Kugelstoßen)
- 400 m Tartanbahn
- 2 Fußball-Rasen-Spielfelder für Trainingszwecke und Spielbetrieb
- 2 Kunstrasenplätze
- Trainings-Rasen-Platz mit leichtathletischen Wurfanlagen
- Fußball-Halle
- Zweifach-Halle
- Freizeit- und Breitensporthalle
- Gymnastik-Halle
- Leichtathletik-Halle
- Kraftraum
- Doppelkegelbahn
- Minigolfanlage/Miniaturgolfanlage